# Andrei Rusnac
Andrei Rusnac (Chișinău, 22 settembre 1996) è un calciatore moldavo, centrocampista del Bălți.

## Biografia
È figlio di Veaceslav Rusnac, allenatore ed ex calciatore della nazionale moldava.

## Carriera
Ha giocato nella massima serie moldava.

## Palmarès

### Club

#### Competizioni nazionali
- Coppa di Moldavia: 1

Milsami Orhei: 2017-2018
- Supercoppa di Moldavia: 1

Milsami Orhei: 2019